# Gołąbek wodnisty

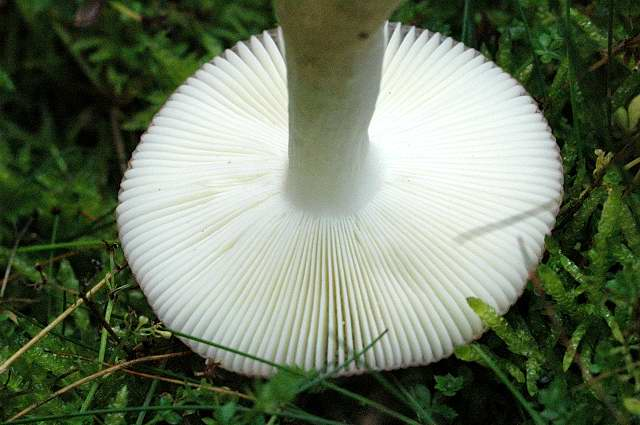

Gołąbek wodnisty (Russula aquosa Leclair) – gatunek grzybów należący do rodziny gołąbkowatych (Russulaceae).

## Systematyka i nazewnictwo
Pozycja w klasyfikacji według Index Fungorum: Russula, Russulaceae, Russulales, Incertae sedis, Agaricomycetes, Agaricomycotina, Basidiomycota, Fungi.
Po raz pierwszy opisał go w 1933 r. A. Leclair i nadana przez niego nazwa naukowa jest aktualna. Synonimy:
- Russula carminea (Jul. Schäff.) Kühner & Romagn. 1967
- Russula carminea (Jul. Schäff.) Romagn. 1962
- Russula emetica subsp. aquosa (Leclair) Singer 1936
- Russula fragilis var. carminea Jul. Schäff. 1933[2].

Polską nazwę podała Alina Skirgiełło w 1991 r.

## Morfologia
Kapelusz
Średnica 3– 8 cm, kształt początkowo wypukły, później płaski, na koniec nieco wklęsły i karbowano-gruzełkowaty. Powierzchnia lepka, początkowo liliowobrązowawa, potem różowoliliowa, z szaro-brązowoliliowym środkiem, z wiekiem lub po deszczach odbarwiająca się do białej. Brzeg cienki i prążkowany, skórka daje się łatwo ściągnąć do połowy średnicy kapelusza.
Blaszki
Średnio gęste, bardzo cienkie i na końcach zwężone, białe z licznymi blaszeczkami. Ostrza równe tej samej barwy.
Trzon
Wysokość 3–8 cm, grubość 1–2,2 cm, bardzo kruchy, dołem zwykle grubszy, na szczycie nieco żeberkowany, u starszych okazów miękki i watowaty. Powierzchnia w stanie wilgotnym nieco szarawa.
Miąższ
Bardzo kruchy, dość gruby, pod skórką różowawy, głębiej biały, o słabym zapachu rzodkwi i nieco przykrym smaku. Pod wpływem sulfowaniliny staje się jasno fioletowoczerwony, siarczanu żelaza brudno brązowawy.
Cechy mikroskopowe
Podstawki rzadkie, maczugowate z długimi sterygmami o szerokości 8–10 µm. Cheilocystydy nieliczne i słabo widoczne, wąsko wrzecionowate lub maczugowate, najczęściej spiczaste lub zwężające się w wyrostek w kształcie retorty, 50–70 x (6)–8–10–(12) µm. Bazydiospory krótkie, elipsoidalne, amyloidalne, siateczkowate z dużymi, rzadkimi kolcami, pojedynczymi, po dwa lub w grupach z kilkoma drobnymi liniami, mniej lub bardziej widocznymi, 7–9–(10) x 7–8 µm, wyjątkowo niektóre nawet 12 × 10 µm. Skórka kapelusza z bardzo licznymi i wyraźnymi pilocystydami o granulkowatej zawartości, z których część jest maczugowata, tępa, o szerokości 6–8 µm, inne węższe, najczęściej główkowate, o bardziej nieregularnym kształcie. W skórce trzonu liczne, długie, maczugowate kaulocystydy o szerokości od 7 do 9 µm, o tej samej strukturze co w kapeluszu.
Gatunki podobne
Na podobnych siedliskach występuje gołąbek komorowaty (Russula cavipes), odróżniający się jednak ostrym smakiem.

## Występowanie i siedlisko
Występuje w Ameryce Północnej, Europie i Azji. Najwięcej stanowisk podano w Europie i jest tu szeroko rozprzestrzeniony. W Polsce W. Wojewoda w 2003 r. przytoczył jedno stanowisko z uwagą, że rozprzestrzenienie tego gatunku i częstość występowanie nie są znane, J. Łuszczyński w 2007 r. przytoczył następne.
Naziemny grzyb mykoryzowy, występujący wśród mchów torfowców w lasach iglastych z sosną pospolitą i świerkiem pospolitym. Preferuje torfowiska i miejsca wilgotne.